# Tommaso Padoa-Schioppa

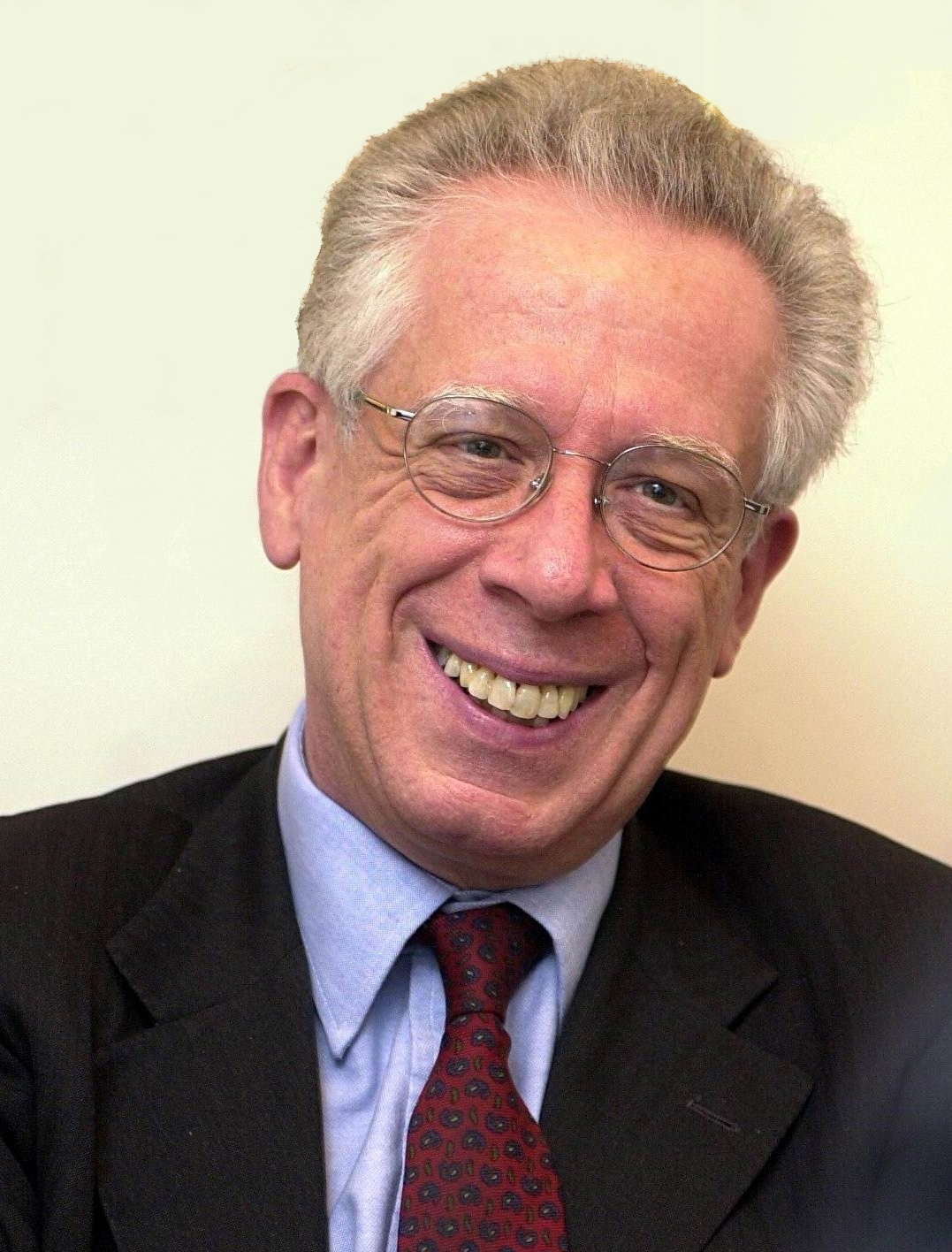
Tommaso Padoa Schioppa

Tommaso Padoa-Schioppa (Belluno, 23 juli 1940 – Rome, 18 december 2010) was een Italiaans bankier en politicus, die van mei 1998 tot 2005 deel uitmaakte van de raad van bestuur van de Europese Centrale Bank. Van mei 2006 tot mei 2008 was hij Italiaans minister van economische en financiële zaken. Hij studeerde aan de prestigieuze Milaanse Bocconi-universiteit.

## Biografie
Padoa-Schioppa was vanaf haar oprichting in 1998 tot het einde van mei 2005 lid van de zeskoppige raad van bestuur van de Europese Centrale Bank. Hij was in die tijd nauw betrokken bij de voorbereiding en de introductie van de euro. In oktober 2005 werd hij voorzitter van de in Parijs gevestigde denktank Notre Europa.
Op 17 mei 2006 werd hij tot minister van Economie en Financiën in de regering van Romano Prodi benoemd. Hij bleef in functie tot mei 2008, toen na de Italiaanse parlementsverkiezingen een nieuwe regering onder leiding van Silvio Berlusconi aantrad.  
Van oktober 2007 tot april 2008 was hij tevens voorzitter van het IMFC (Internationaal Monetair en Financieel Comité), de beleidsstuurgroep van het Internationaal Monetair Fonds (IMF).
Hij overleed op 70-jarige leeftijd aan een hartaanval tijdens een diner in Rome.
- Biblioteca Nacional de España: XX1124899
- Bibliothèque nationale de France: cb120362095 (data)
- Gemeinsame Normdatei: 1015068960
- International Standard Name Identifier: 0000 0001 1750 342X
- Library of Congress Control Number: n78095828
- Nationale Bibliotheek van Tsjechië: vse2008429955
- Nationale Bibliotheek van Israël: 987007266222905171
- Nederlandse Thesaurus van Auteursnamen: 068118651
- Istituto Centrale per il Catalogo Unico: CFIV043674
- LIBRIS: 197049
- Système universitaire de documentation: 02854837X
- Virtual International Authority File: 22113496
- WorldCat: E39PBJm9c9htJJRhmdxDgMTCQq